# Panaspis
 (décembre 2015).
Si vous disposez d'ouvrages ou d'articles de référence ou si vous connaissez des sites web de qualité traitant du thème abordé ici, merci de compléter l'article en donnant les références utiles à sa vérifiabilité et en les liant à la section « Notes et références ».
Genre
Panaspis est un genre de sauriens de la famille des Scincidae  (scinque africain à œil de serpent semi fouisseur).
Les 8 espèces de ce genre se rencontrent en Afrique subsaharienne dans les savanes africaines . 

## Phénotype
Des travaux morphologiques ont classés les espèces de Panaspis en trois groupes de morphologie : maculiforme, lacertiforme et septicinoide . Les yeux de ces espèces ont une ablépharie (paupière inférieure fusionnée avec le sourcil) ou une pré-ablépharie (paupière inférieure pas complètement fusionnée formant une fente palpébrale) . 

## Liste des espèces
Selon The Reptile Database (28 avril 2014) :
- Panaspis breviceps (Peters, 1873)
- Panaspis burgeoni (De Witte, 1933)
- Panaspis cabindae (Bocage, 1866)
- Panaspis helleri (Loveridge, 1932)
- Panaspis megalurus (Nieden, 1913)
- Panaspis nimbaensis (Angel, 1944)
- Panaspis tancredi (Boulenger, 1909)
- Panaspis togoensis (Werner, 1902)

## Publication originale
- Cope, 1869 "1868" : Observations on Reptiles of the old world. Proceedings of the Academy of Natural Sciences of Philadelphia, vol. 20, p. 316-323 (texte intégral).